# Luzula nivea
L'erba lucciola maggiore (Luzula nivea (L.) DC.) è una pianta perenne appartenente alla famiglia delle Giuncacee.

## Etimologia
Il nome generico deriva dal latino 'lucere' (brillare), per le infiorescenze che brillano quando bagnate dalla rugiada; l'epiteto specifico si riferisce ai tepali di colore bianco come la neve.

## Descrizione
L'erba lucciola è una pianta erbacea dal fogliame sottile verde scuro, raggiunge i 45-85 centimetri di lunghezza. Le sue foglie basali sono lunghe 20-30 centimetri e larghe 3-4 millimetri. Fiori bianchi riuniti in gruppi da 6 a 20. Fiorisce in maggio-luglio.

## Distribuzione e habitat
È una specie diffusa sulle montagne dell'Europa sudoccidentale, presente soprattutto sui Pirenei e lungo tutto l'arco alpino; in Italia è presente anche nell'Appennino settentrionale sino alle Marche. 
La specie è diffusa soprattutto nelle faggete e negli ontaneti a ontano verde. Cresce preferibilmente in boschi mesofili (faggete, abetine), più raramente in querceti o nei cespuglieti subalpini a ontano verde, su suoli subacidi ricchi in humus, con optimum nella fascia montana.